# هوپستون (ایلینوی)
هوپستون، ایلینوی (به انگلیسی: Hoopeston, Illinois) یک شهر در ایالات متحده آمریکا با جمعیت ۵٬۳۵۱ نفر است که در ایلی‌نوی واقع شده‌است.